# レイルマガジン
『レイルマガジン』（英: Rail Magazine）は、ネコ・パブリッシングより出版されている鉄道趣味雑誌である。

## 概要
1983年創刊。創刊号の表紙は東北本線を走行するED75三重連であった。
「鉄道趣味におけるトレンドを追う」方針のもと、人気の高い車両や路線を中心とした特集を組むことが多い。それゆえ、特集の大半が廃止の近い路線、あるいは廃車の近い車両となり、「残存率−%」「ファイナルガイド！」「今なお現役」「カウントダウン」など、読者を煽るキャッチコピーをつけている。
創刊当時あまり鉄道ファンに注目されていなかった貨物列車、気動車、ディーゼル機関車を積極的に取り上げている。また、それまで鉄道趣味界でも異端であった鉱山、工場、工事用などのナロー軌道を商業誌で本格的に紹介したのも本誌が最初である。
競合他誌に比べ判型が大きく（A4変形判）、中には中判カメラを用いた緻密な見開きの写真を掲載したりと、写真のクオリティに差をつけている。特集によっては、大風景の中に車両を点景として取り込むなど、洗練された構図の写真が多いのも特徴である。
熟練者向けの情報だけでなく、鉄道写真などの鉄道趣味初心者に対するQ&Aコーナーのような企画も定期的に掲載しており、運行中の列車に対するフラッシュ撮影の危険性など初心者が注意すべき点に対する啓蒙も行っている。この傾向は模型誌の「RM MODELS」にも見られる。
鉄道における産業考古学的見地にも力を入れており、1990年から2016年まで連載された投稿コーナー「トワイライトゾ～ン」では、従来まとまって取り上げられることの少なかった、工場専用線や廃線跡、廃車体などの読者レポートを掲載した。後述の「RM MODELS」においても山下喜久男らによる「鉄道模型考古学」と題した連載記事が掲載されており、同様の特徴がある。
創刊当初は鉄道模型も扱っており、実車情報と模型情報が一冊に楽しめることが特色となっていたが、1995年に「RM MODELS」に分離された。また、狭義の鉄道模型でない、いわゆる「鉄道玩具」を一般鉄道趣味誌で扱ったのも日本では本誌が初めてである。こちらは本誌上での連載を経て「鉄おも!」として分離独立した。その経緯など詳細は当該項目を参照のこと。
自動車系雑誌の出版社らしく、前述の各記事ではエンスージアズム的な傾向も垣間見られる。他誌に先駆けて、創刊当初から自動車利用を前提にした記事が存在した（初期の頃は、撮影ガイドを「ドライブガイド」と称していた）他、当時のバイクブームを反映してか（同社はバイク雑誌も刊行している）、バイクツーリングを兼ねての記事もあった。
編集者・執筆者は「鉄道ファン」からの移籍組が多く、2012年から編集長に就任している新井正や、主に特集記事を執筆するライターの梅原淳も同誌出身である。
開始当初から月刊で刊行されていたが、2020年9月発売の2020年11月号（通刊445号）から奇数月発行の隔月刊に変更となり、2022年1月発売の2022年3月号（通巻453号）で定期刊行を終了することが同年1月21日に発表された。今後は不定期刊行のムックとして発売される予定。

## 関連雑誌・書籍
本誌には載せにくいような内容をまとめた単行本「RM LIBRARY」シリーズを1999年から月刊ペースで発行している。また「国鉄時代」や「ガイドブック最盛期の国鉄車輌」「RM POCKET」「トワイライトゾ～ンマニュアル」など厚手のムックも刊行している。